# Melodifestivalen 2001

Henrik Olsson & Josefine Sundström, programa Melodifestivalen 2021

El Melodifestivalen 2001 tuvo lugar el 23 de febrero de dicho año en el Malmö Musikteater de Malmö. Los presentadores de tal evento fueron Josefine Sundström y Henrik Olsson.
| Nr. | Artista          | Canción                 | Texto/Música                                  | Puntos | Posición |
| --- | ---------------- | ----------------------- | --------------------------------------------- | ------ | -------- |
| 1   | Teresia          | Kom ner på jorden       | Rune Gardell                                  | 25     | 8        |
| 2   | Jan Johansen     | Ingemansland            | Ingela 'Pling' Forsman y Bobby Ljunggren      | 107    | 4        |
| 3   | Date             | Om du förlåter mig      | Sofia Lagerström y Henrik Sethsson            | 57     | 6        |
| 4   | Rosanna Jönis    | Om du var här hos mig   | Mattias Reimer y Lars Edvall                  | 13     | 10       |
| 5   | Barbados         | Allt som jag ser        | Marcos Ubeda, Ulf Georgsson y Lars Diedricson | 192    | 2        |
| 6   | Sanna Nielsen    | Igår, idag              | Bert Månson                                   | 172    | 3        |
| 7   | Annie Kratz-Gutå | Vända om                | Tony Malm, Annie Kratz-Gutå y Farhad Zand     | 29     | 7        |
| 8   | Friends          | Lyssna till ditt hjärta | Thomas G:son y Henrik Sethson                 | 237    | 1        |
| 9   | Popson           | Jag känner dig          | Lars Benckert y Petter Gunnarsson             | 23     | 9        |
| 10  | Ellinor Franzén  | Om du stannar här       | Tony Malm y Ellinor Franzén                   | 91     | 5        |

## Sistema de votación
Cada uno de los 11 jurados distribuidos en los distritos en los que están organizados el país otorgaban de 12, 10, 8, 6, 4, 2 y 1 puntos entre sus canciones favoritas. El voto telefónico otorgaba 132, 110, 88, 66, 44, 22 y 11 puntos.
Se recibieron 357.408 llamadas, y el dinero recaudado fue para la organización Världens Barn (Niños Del Mundo).t
| Artista   | Luleå | Umeå | Sundsvall | Falun | Estoc. | Karlstad | Örebro | Norrköping | Gotem. | Växjö | Malmö | Total jurado | Teléfono | Total | Posición |
| --------- | ----- | ---- | --------- | ----- | ------ | -------- | ------ | ---------- | ------ | ----- | ----- | ------------ | -------- | ----- | -------- |
| Teresia   | 4     | -    | 1         | 1     | 2      | 4        | 1      | 4          | 6      | -     | 2     | 25           | -        | 25    | 8        |
| Johansen  | 6     | 8    | 6         | 6     | 6      | 2        | 8      | 12         | 2      | 6     | 1     | 63           | 44       | 107   | 4        |
| Date      | 2     | -    | 12        | 2     | 1      | 6        | 4      | -          | -      | 2     | 6     | 35           | 22       | 57    | 6        |
| Jönis     | -     | -    | -         | -     | -      | -        | -      | -          | 1      | 1     | -     | 2            | 11       | 13    | 10       |
| Barbados  | 10    | 4    | 8         | 10    | 12     | 8        | 6      | 2          | 8      | 4     | 10    | 82           | 110      | 192   | 2        |
| Nielsen   | 8     | 12   | 4         | 4     | 4      | 12       | 12     | 8          | -      | 12    | 8     | 84           | 88       | 172   | 3        |
| Annie K-G | -     | 2    | -         | -     | 8      | 1        | 2      | -          | 12     | -     | 4     | 29           | -        | 29    | 7        |
| Friends   | 12    | 10   | 10        | 12    | 10     | 10       | 10     | 1          | 10     | 8     | 12    | 105          | 132      | 237   | 1        |
| Popson    | 1     | 6    | -         | -     | -      | -        | -      | 6          | -      | 10    | -     | 23           | -        | 23    | 9        |
| Franzén   | -     | 1    | 2         | 8     | -      | -        | -      | 10         | 4      | -     | -     | 25           | 66       | 91    | 5        |